# Nombres 270 à 279
Cet article est relatif aux nombres entiers de 270 à 279. Pour les années, voir Années 270 et Années 270 av. J.-C.
270 | 271 | 272 | 273 | 274 | 275 | 276 | 277 | 278 | 279

## 270

### En mathématiques
Deux-cent-soixante-dix ou deux cent septante est :
- 270 = 2 × 33 × 5,
- un nombre à moyenne harmonique entière et le quatrième nombre qui est de plus divisible par la moyenne arithmétique de ses diviseurs (voir suite A007340 de l'OEIS),
- un nombre pratique, par la deuxième définition,
- la somme des nombres premiers entre eux comptés à partir des 29 premiers entiers,[pas clair]
- le nombre d'éléments du groupe symétrique S6 qui sont des carrés (voir  A003483),
- le nombre de diviseurs de 10!,
- un nombre Harshad en base dix.

### Dans d'autres domaines
C'est aussi :
- le bâtiment 270 à Aubervilliers,
- le nombre de votes dans le collège électoral américain nécessaires pour élire le président des États-Unis,
- Interstate 270  : quatre autoroutes inter-États aux États-Unis,
- le calibre du fusil .270 Winchester.

## 272
Deux-cent-soixante-douze ou deux cent septante-deux est :
- 24 × 17,
- la somme de quatre nombres premiers consécutifs (61 + 67 + 71 + 73),
- un nombre semi-parfait primitif,
- un nombre oblong.

## 273

### En mathématiques
Deux-cent-soixante-treize ou deux cent septante-trois est :
- le nombre sphénique 273 = 3 × 7 × 13,
- un nombre uniforme en base 9 (333), en base 16 (111), en base 20 (DD ou 13 13), en base 38 (77) et en base 90 (33).

### Dans d'autres domaines
C'est aussi :
- le zéro de l'échelle de température Celsius est égal à (arrondi au nombre entier le plus proche) 273 kelvins,
- la composition de piano du compositeur américain John Cage 4′33″ est constituée de 273 secondes (quatre minutes et 33 secondes) de silence, en trois mouvements.

## 274
Deux-cent-soixante-quatorze ou deux cent septante-quatre est :
- 274 = 2 × 137,
- un nombre de Tribonacci,
- un nombre de Smith,
- un nombre nontotient,
- un nombre noncototient,
- un nombre triangulaire centré.

## 275

### En mathématiques
275 = 52 × 11.

### Dans d'autres domaines
Interstate 275  : quatre autoroutes inter-États aux États-Unis.

## 276
Deux-cent-soixante-seize ou deux cent septante-six est :
- 276 = 22 × 3 × 23,
- le 23e nombre triangulaire donc le 12e nombre hexagonal,
- le 10e nombre pentagonal centré,
- un nombre intouchable.

## 278
Deux-cent-soixante-dix-huit ou deux cent septante-huit est :
- 278 = 2 × 139,
- un nombre nontotient.

## 279
- 279 = 32 × 31 ;
- tout entier naturel est somme de 279 puissances huitièmes (voir Problème de Waring).